# Amber Run
Amber Run — британський інді-рок гурт родом з Ноттінгема, який складається з Джошуа Кіо, Тома Сперрінга та Генрі Вієта. Колектив випустив два альбоми та чотири мініальбоми. Спочатку називався Amber, але згодом змінив назву, щоб уникнути конфлікту з німецькою поп-співачкою з таким же іменем.

## Історія

### Формування
Джошуа Кео, Том Сперрінг та Віл Джонс були друзями з Бакінгемширу, де навчалися разом у школі. Там вони були разом у гурті, який грав альтернативний рок. З Феліксом Арчером та Генрі Вієтом вони познайомилися, коли навчалися в Ноттінгемському університеті. Вони разом були на факультеті гуманітарних та юридичних наук.  Покинули навчання на другому курсі, щоб зосередитись на музичній діяльності. Джошуа Кео раніше виступав під своїм власним іменем.
|                                   | Трохи імпульсивно ми засіли та застрягли на весь день — і то було щось. Це було набагато краще за те, що я робив, як сольний виконавець. Тож ми вирішили створили гурт. |
| — Джошуа Кео про створення гурту. | |

Завдячуючи місцевому представнику BBC Діну Джексону, гурт з'явився на сцені «BBC Introducing» фестивалю «Reading» у 2013 році. Це був всього четвертий концертний виступ Amber Run у кар'єрі. 

### 2014-2015: Noah та дебютний альбом
14 лютого 2014 року вони представили свій перший EP за назвою «Noah», який містив 4 треки. Два місяці пізніше, після туру з Kodaline, вони презентували свій другий EP ― «Spark» (18 квітня, 2014 року). Їхній третій мініальбом, названий «Pilot», з'явився 19 вересня 2014 року.
В березні 2014 гурт повідомив про запис свого дебютного повноцінного альбому, який студіювали в січні-лютому 2014 року з Майком Кроссі та Семом Вінфільдом.
В липні та серпні 2014 року вони представили відеокліпи на сингли «I Found» та «Pilot», які разом складають відео-дуологію. Даючи інтерв'ю для «LeftLion Magazine», у грудні 2014, вони розказували:
|  | Ми вже дискутували, що робити з нею [пісня «I Found»]; це не трек, який «кричить», що він сингл, але ми хотіли випустити його саме в такій формі [про відео-дуологію]. Презентувати його разом з треком «Pilot» — здавалося добрим методом для привернення уваги до всього «EP», та й робити щось креативне у відеокліпах є трохи цікавіше. Пов'язання відеокліпів дає більше інформаційного простору для пояснення сюжету минулих трьох з половиною хвилин. |

1 грудня 2014 року Amber Run анонсували свій новий сингл «Just My Soul Responding». Пісня була представлена як головний сингл з майбутнього дебютного альбому. Відеокліп для треку «Just My Soul Responding» був завантажений 18 грудня 2014 року. Сам сингл презентований 5 січня 2015.
Їхній дебютний альбом «5am» був представлений 20 квітня 2015 року. На початку 2016 гурт покинув Фелікс Арчер.

### 2016 і дотепер
В 2016 гурт випустив трек «Stranger»  як перший сингл до другого студійного альбому за назвою  «For a Moment, I Was Lost». Другий сингл названий «Perfect» був презентований в лютому 2017 року. Реліз другого альбому відбувся 10 лютого 2017 у цифровому вигляді, 17 березня на фізичних носіях. 

## Склад
- Джошуа Кео — вокал, гітара
- Том Сперрінг — бас-гітара
- Генрі Вієт — клавіші

## Колишні учасники
- Віл Джонс — гітара
- Фелікс Арчер — барабани

## Дискографія

### Студійні альбоми
| Назва                    | Деталі                                                                                            | Найвища сходинка в чартах |
| Назва                    | Деталі                                                                                            | UK                        |
| ------------------------ | ------------------------------------------------------------------------------------------------- | ------------------------- |
| 5am                      | - Реліз: 27 квітня 2015 - Лейбл: RCA, Sony Music Entertainment - Формат: CD, цифрове завантаження | 36                        |
| For a Moment, I Was Lost | - Реліз: 10 лютого 2017 - Лейбл: Easy Life Records - Формат: CD, вініл, цифрове завантаження      | 49                        |

### Мініальбоми
| Назва       | Деталі                                                                                         |
| ----------- | ---------------------------------------------------------------------------------------------- |
| Noah        | - Реліз: 14 лютого 2014 - Лейбл: RCA, Sony Music Entertainment - Формат: Цифрове завантаження  |
| Spark       | - Реліз: 18 квітня 2014 - Лейбл: RCA, Sony Music Entertainment - Формат: Цифрове завантаження  |
| Pilot       | - Реліз: 19 вересня 2014 - Лейбл: RCA, Sony Music Entertainment - Формат: Цифрове завантаження |
| Acoustic EP | - Реліз: 21 вересня 2017 - Лейбл: Easy Life Records - Формат: Цифрове завантаження             |

### Сингли
| Назва                     | Рік  | Альбом                   |
| ------------------------- | ---- | ------------------------ |
| «Noah»                    | 2013 | 5am                      |
| «Heaven»                  | 2013 | 5am                      |
| «Spark»                   | 2014 | 5am                      |
| «I Found»                 | 2014 | 5am                      |
| «Just My Soul Responding» | 2015 | 5am                      |
| «Haze»                    | 2016 | For a Moment, I Was Lost |
| «Stranger»                | 2016 | For a Moment, I Was Lost |
| «No Answers»              | 2016 | For a Moment, I Was Lost |
| «Fickle Game»             | 2017 | For a Moment, I Was Lost |